# Waldemar von Raasløff

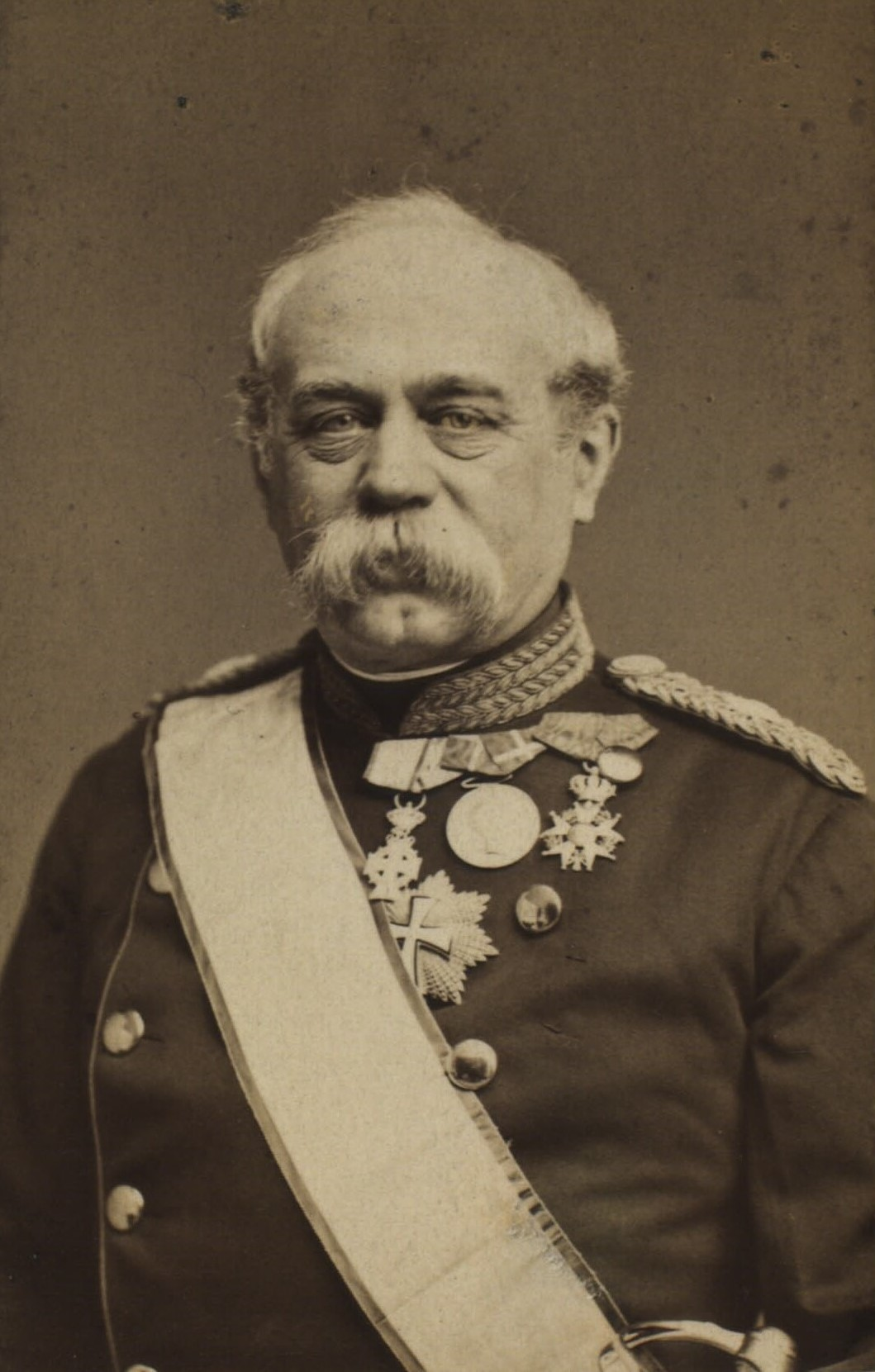
Waldemar von Raasløff

Waldemar Rudolph von Raasløff (* 6. November 1815; † 14. Februar 1883) war ein dänischer Generalleutnant, Diplomat und Minister.

## Leben
Waldemar von Raasløffs Eltern waren der Heeresoffizier Andreas von Raasløff (1774–1851) und dessen Gattin Johanne Catharine, geb. Hansen (1785–1874). Waldemars Bruder war der spätere Minister Harald von Raasløff.
1840 bis 1841 war er in französischen Diensten. 1849 bis 1850 war er Batteriechef in den Schlachten bei Kolding, Gudsø, Fredericia und Isted. 1857 bis 1863 war er Diplomat in den USA und in China und 1886 bis 1870 Kriegsminister im Kabinett, in dem er auch für einige Monate interim als Marineminister diente. 1867 versuchte er, den finanziellen Rahmen für ein stärkeres Heer zu schaffen, indem er des Geld für den Verkauf von Dänisch-Westindien an die USA dafür nutzen wollte. Der Verkauf scheiterte jedoch am US-amerikanischen Präsidenten und dem Senat. 1870 war Raasløff aktiv an dem Versuch beteiligt, eine Allianz mit Frankreich gegen das Deutsche Reich zu schmieden.

## Auszeichnungen
1841 wurde Raasløff zum Ritter des Dannebrogordens, 1856 zum Dannebrogmann ernannt. 1856 wurde er Komtur des Dannebrogordens, 1868 Großkreuz.